# Tidsaldre
Tidsaldre betegner en længere periode i fortiden (og undertiden fremtiden), ofte kendetegnet ved nogle typiske træk, f.eks. en bestemt udvikling eller bestemte dominerende værdier.
Forskellige fag som kosmologi, geologi, arkæologi og historie er optaget af forskellige perioder og karakteristika:
Geologiske tidsaldre, eller - med geologisk betegnelse - tidsskalaer:
- Kultiden
- Kridttiden
- Kvartærtiden, som inddeles i hhv.:

Arkæologiske tidsaldre:
- Stenalder
- Bronzealder
- Jernalder
- Vikingetiden

Historiske perioder:
- Middelalder
- Nyere tid
- Nutiden
- Fremtiden